# Хидистави (Горийский муниципалитет)
Грузия
Хидистави (груз. ხიდისთავი) — село в Горийском муниципалитете, регион Шида-Картли, Восточная Грузия.
Расположено на равнине Шида-Картли, на высоте 580 метров над уровнем моря, в 3 км к югу от административного центра Гори.
Имеется остановочный пункт Грузинской Железной Дороги.

## Население
По переписи 2014 года в селе проживало 3539 человек.

## Известные жители
- Эристави, Давид Георгиевич (1869—1922) — грузинский князь, драматург, режиссёр, публицист, переводчик.
- Ониашвили, Давид Ефремович (1880—1917) — грузинский политический деятель, юрист и публицист.